# 이성중 (정순공)
이성중(李誠中, 1332년 ~ 1411년 10월 19일)은 고려 말 조선 초의 문신으로, 본관은 경주(慶州), 자는 계저(季著)이다. 이천(李蒨)의 막내아들이자 이휴(李携)의 아버지이다.

## 생애
1347년(충목왕 3) 문과에 급제했으며, 고려말 밀직제학(密直提學), 판서(判書) 등을 지냈다.
조선이 건국되자 개국원종공신(開國原從功臣)에 책록되었으며, 1396년(태조 5) 축성도감제조(築城都監提調)로 재직 중 축성한 것이 견고하지 못하다는 이유로 하옥되었다.
이후 판공안부사(判恭安府事)를 거쳐 1411년(태종 11) 4월 검교의정부좌정승(檢校議政府左政丞)이 되었다가 10월에 졸했다. 향년 80세.
시호는 정순(靖順)이다.

## 가족 관계
- 증조 - 이핵(李翮)[6] : 증(贈) 좌복야(左僕射)
  - 조부 - 이세기(李世基)[6] : 밀직사부사(密直司副使)·보문각대제학(寶文閣大提學), 문희공(文僖公)
    - 아버지 - 이천(李蒨, ? ~ 1349년) : 보문각대제학(寶文閣大提學), 도첨의참리(都僉議參理), 월성군(月城君), 문효공(文孝公)
    - 어머니 - 순창(淳昌) 박씨(朴氏)[6]
      - 이복 형 - 이경중(李敬中)[6] : 월성군, 이정견(李廷堅, ? ~ 1409년)의 조부
      - 이복 형 - 이배중(李培中)[6] : 전리판서(典理判書)
      - 이복 형 - 이달충(李達衷, 1309년 ~ 1385년) : 초명 이달중(李達中), 계림부윤(鷄林府尹)·계림군(鷄林君), 문정공(文靖公)
      - 전처 - 미상
        - 장남 - 이원(李援) : 연안도호부사(延安都護府使), 이수일(李守一, 1554년 ~ 1632년)의 5대조

      - 후처 - 삼사좌사(三司左使) 류지정(柳之淀)의 딸[6]
        - 차남 - 이부(李扶)
        - 3남 - 이휴(李携, 1372년 ~ ?) : 검교판한성부사(檢校判漢城府事)
        - 첫째 사위 - 최식(崔寔)[6]
        - 둘째 사위 - 최청(崔淸)[6]
        - 셋째 사위 - 오부(吳溥)[6] : 지인천군사(知仁川郡事)